# Bäckholmen
Bäckholmen är en halvö i Finland. Den ligger i kommunen Ingå i den ekonomiska regionen  Raseborgs ekonomiska region  och landskapet Nyland, i den södra delen av landet, 50 km väster om huvudstaden Helsingfors.